# Caneças
Caneças is een plaats en freguesia in de Portugese gemeente Odivelas in het district Lissabon. In 2001 was het inwonertal 10.647 op een oppervlakte van 5,85 km². Caneças is een freguesia sinds 10 september 1915 en heeft sinds 16 augustus 1991 de status van vila.